# Якшино (Александровский муниципальный округ)
Якшино — упразднённая деревня, располагавшаяся на территории Александровского муниципального округа Пермского края России.

## География
Урочище находится в северо-восточной части края, в предгорьях Среднего Урала, в подзоне средней тайги, на левом берегу реки Вильвы, на расстоянии приблизительно 8 километров (по прямой) к западо-юго-западу от города Александровска, административного центра округа.

### Климат
Климат характеризуется как умеренно континентальный, влажный, с холодной продолжительной снежной зимой и сравнительно коротким тёплым летом. Среднегодовая температура воздуха — −0,5…+0,5 °C. Средняя температура воздуха самого холодного месяца (января) — −16,5 °C (абсолютный минимум — −54 °С), средняя температура самого тёплого (июля) — +16,5 °С (абсолютный максимум — +36,5 °С). Годовое количество атмосферных осадков составляет около 600—800 мм, из которых большая часть выпадает в тёплый период. Снежный покров держится в течение 170—180 дней.

## История
В 1908 году в деревне Якшина, относящейся к Больше-Вильвенскому обществу Яйвенской волости Соликамского уезда Пермской губернии, имелось 8 дворов и проживало 44 человека (20 мужчин и 24 женщины). В этноконфессиональном составе населения того периода преобладали русские православного вероисповедания.
По данным переписи 1926 года имелось 12 хозяйств и проживало 67 человек (36 мужчин и 31 женщина), русских по национальности. В административном отношении входила в состав Маловильвенского сельсовета Соликамского района Верхне-Камского округа Уральской области.
В 1963 году числилась как населённый пункт Всеволодо-Вильвенского поссовета, проживало 42 человека. Упразднена не позднее 1981 года.